# Hasegawa Yu
Hasegawa Yu (長谷川 悠 Hasegawa Yū, sinh ngày 5 tháng 7 năm 1987 ở Masuho, Yamanashi) là một cầu thủ bóng đá người Nhật Bản thi đấu cho Shimizu S-Pulse.

## Thống kê sự nghiệp câu lạc bộ
Cập nhật đến ngày 23 tháng 2 năm 2018.
| Thành tích câu lạc bộ | Thành tích câu lạc bộ | Thành tích câu lạc bộ | Giải vô địch | Giải vô địch | Cúp                   | Cúp                   | Cúp Liên đoàn | Cúp Liên đoàn | Tổng cộng | Tổng cộng |
| Mùa giải              | Câu lạc bộ            | Giải vô địch          | Số trận      | Bàn thắng    | Số trận               | Bàn thắng             | Số trận       | Bàn thắng     | Số trận   | Bàn thắng |
| Nhật Bản              | Nhật Bản              | Nhật Bản              | Giải vô địch | Giải vô địch | Cúp Hoàng đế Nhật Bản | Cúp Hoàng đế Nhật Bản | Cúp Liên đoàn | Cúp Liên đoàn | Tổng cộng | Tổng cộng |
| --------------------- | --------------------- | --------------------- | ------------ | ------------ | --------------------- | --------------------- | ------------- | ------------- | --------- | --------- |
| 2006                  | Kashiwa Reysol        | J1 League             | 1            | 0            | -                     | -                     | -             | -             | 1         | 0         |
| 2006                  | FC Gifu               | JRL (Tokai)           | 0            | 0            | 0                     | 0                     | -             | -             | 0         | 0         |
| 2007                  | Kashiwa Reysol        | J1 League             | 0            | 0            | -                     | -                     | 0             | 0             | 0         | 0         |
| 2007                  | Avispa Fukuoka        | J2 League             | 9            | 0            | 0                     | 0                     | -             | -             | 9         | 0         |
| 2008                  | Montedio Yamagata     | J2 League             | 39           | 13           | 2                     | 0                     | -             | -             | 41        | 13        |
| 2009                  | Montedio Yamagata     | J1 League             | 31           | 10           | 1                     | 0                     | 5             | 0             | 37        | 10        |
| 2010                  | Montedio Yamagata     | J1 League             | 25           | 1            | 2                     | 1                     | 4             | 0             | 31        | 2         |
| 2011                  | Montedio Yamagata     | J1 League             | 23           | 2            | 2                     | 2                     | 2             | 0             | 27        | 4         |
| 2012                  | Omiya Ardija          | J1 League             | 30           | 5            | 3                     | 1                     | 5             | 1             | 38        | 7         |
| 2013                  | Omiya Ardija          | J1 League             | 27           | 4            | 3                     | 0                     | 6             | 1             | 36        | 5         |
| 2014                  | Omiya Ardija          | J1 League             | 17           | 2            | 4                     | 2                     | 6             | 0             | 27        | 4         |
| 2015                  | Tokushima Vortis      | J2 League             | 36           | 3            | 4                     | 3                     | -             | -             | 40        | 6         |
| 2016                  | Tokushima Vortis      | J2 League             | 9            | 1            | -                     | -                     | -             | -             | 9         | 1         |
| 2016                  | Shimizu S-Pulse       | J2 League             | 6            | 0            | 3                     | 1                     | -             | -             | 9         | 1         |
| 2017                  | Shimizu S-Pulse       | J1 League             | 16           | 2            | 3                     | 3                     | 3             | 0             | 22        | 5         |
| Tổng cộng sự nghiệp   | Tổng cộng sự nghiệp   | Tổng cộng sự nghiệp   | 269          | 43           | 27                    | 13                    | 31            | 2             | 327       | 60        |